# Los Espíritus
Los Espíritus es una banda de rock originaria de Buenos Aires, Argentina.

## Historia
La banda nació en el barrio de La Paternal, en la ciudad de Buenos Aires en el año 2010. Comenzaron lanzando el EP "Hacele caso a tu espíritu", e inmediatamente después, "El Gato" y "Lo echaron del bar". Este último fue un éxito en las radios mexicanas. Al año siguiente lanzaron su primer disco homónimo y ganaron el premio Revelación 2013 del suplemento No de Página/12. Además fueron seleccionados para las sesiones de FM Nacional Rock y la TV Pública.
Fue recién con la salida de su segundo álbum de estudio, "Gratitud", en 2014, que llegaron a los escenarios internacionales de Chile, Perú, Colombia, Costa Rica y España, así como también a festivales de música importantes a nivel mundial. En 2017 lanzaron el LP "Agua ardiente", que además los llevó por otros países como México, Uruguay, Alemania y Francia.
En marzo de 2019 se hace pública una denuncia de abuso sexual contra el cantante de la banda Maxi Prietto. La banda decidió expulsarlo pero al poco tiempo se reincorporó. Debido a esta decisión, otros tres integrantes de Los Espíritus, Santiago Moraes, Francisco Paz y Fernando Barreyro, decidieron abandonar la banda.
Han participado de festivales como el Festipulenta, Music is my Girlfriend, Lollapalooza y Cosquín Rock.

## Influencias
El cantante de la banda Maxi Prietto reconoció como influencias a artistas como Manal, Pescado Rabioso y Color Humano.

## Personal

### Miembros actuales
- Maxi Prietto: voz y guitarra
- Felipe Pipe Correa: batería
- Miguel Mactas: guitarra
- Martín Ferbat: bajo

### Miembros pasados
- Santiago Moraes: guitarra y voz
- Nicolás Jalfen: percusión
- Francisco Paz: percusión
- Fernando Barreyro: percusión y coros

## Discografía

### Álbumes
- 2013: Los Espíritus
- 2015: Gratitud
- 2017: Agua ardiente
- 2019: Caldero
- 2021: Sancocho Stereo
- 2023: La Montaña

### EP
- 2010: Hacele caso a tu espíritu
- 2011: Lo echaron del bar
- 2012: El gato
- 2017: Guayabo de agua ardiente